# Blood on Ice
Blood on Ice – dziewiąta płyta szwedzkiego zespołu muzycznego Bathory. Wydana 27 maja 1996 roku.

## Lista utworów
1. "Intro" - 1:45
2. "Blood on Ice" - 5:41
3. "Man of Iron" - 2:48
4. "One Eyed Old Man" - 4:21
5. "The Sword" - 4:08
6. "The Stallion" - 5:13
7. "The Woodwoman" - 6:18
8. "The Lake" - 6:42
9. "Gods of Thunder, of Wind and of Rain" - 5:42
10. "The Ravens" - 1:09
11. "The Revenge of the Blood on Ice" - 9:53

## Twórcy
- Ace "Quorthon Seth" Thomas Forsberg - śpiew, gitara
- Kothaar - gitara basowa
- Vvornth - perkusja